# NHK Radio 2
NHK Radio 2 (NHKラジオ第2放送, NHK Rajio Dai-ni Hōsō) é uma estação de rádio pública japonesa operada pela NHK. Transmite programação educativa. É considerada uma versão radiofônica da NHK Educational TV e possui uma programação largamente similar à EBS FM da Coreia do Sul. A NHK Radio 2 é transmitida no Japão principalmente em AM.

## Frequências
| Cidade   | Prefeitura | Frequência  |
| -------- | ---------- | ----------- |
| Tóquio   | Tóquio     | AM 693 kHz  |
| Osaka    | Osaka      | AM 828 kHz  |
| Fukuoka  | Fukuoka    | AM 1017 kHz |
| Nagoya   | Aichi      | AM 909 kHz  |
| Sapporo  | Hokkaido   | AM 747 kHz  |
| Akita    | Akita      | AM 774 kHz  |
| Kumamoto | Kumamoto   | AM 873 kHz  |